# Zelovo (Sinj)
Zelovo je naselje Zagore u području Cetinske krajine, a u podnožju južnih padina planine Svilaje, koja je odredila položaj sela, ali i život njegovih stanovnika. Selo se nalazi u sastavu općine Sinj, udaljeno je 14 km od grada Sinja i 7 km od sela Hrvace, koje su ujedno najbliže veće naselje u blizini Zelova.
U okružju sela se nalaze planine Plišivica, Gradina i Orlove Stine (područje koje je dio planine Svilaje s velikim klisurama), koje su poznate po povremenoj naseobini bjeloglavih supova tijekom njihovih migracija prema otoku Cresu i prema Julijskim Alpama u Sloveniji.
U selu se nalazi i crkva Svetoga Vida, sveca koji je zaštitnik sela, a svečano slavlje u selu se odvija na dan Svetog Vida, 15. lipnja.
Selo je poznato po autohtonim zelovskim lulama. To su glinene lule koje su se proizvodile jedino na Zelovu i nigdje drugdje u Hrvatskoj.Osim lula Zelovljani su izrađivali i cigaršpice, drvene igračke, namještaj, predmete svakodnevne uporabe (grablje, vile), dekorativne predmete ukrašene duborezom, drveno posuđe, balote i glazbene instrumente (diple, dvojnice, gusle i svirale). Gotovo svako kućanstvo u Zelovu predstavljalo je proizvodni pogon za razne obrtničke predmete.Vrlo su rijetki seoski krajevi u Hrvatskoj koji su razvijali i njegovali obrtništvo.Ipak najpoznatiji proizvod su glasovite zelovske lule. Koliko se o tim lulama pročulo najbolje svjedoči podatak da su Nijemci u 2. svj. ratu po dolasku na Zelovo tražili tvornice lula kako bi strojeve koje su oni zamišljali da postoje, prilagodili vojnim potrebama. Počeci proizvodnje lula zabilježeni su u prvoj polovini 18. st. kada se u Zelovo doseljavaju obitelji s prezimenima Delaš, Domazet i Jukić koje pokreću izradu lula i cigaršpica dok su se obitelji prezimenom Gabrić bavile njihovom prodajom i preprodajom.

## Povijest
U NOB-u tijekom Drugog svjetskog rata sudjelovala su 24 stanovnika.

## Stanovništvo
| broj stanovnika | 313   |       | 239   | 329   | 422   | 381   | 451   | 423   | 608   | 439   | 383   | 324   | 312   | 266   | 181   | 181   | 122   |
|                 | 1857. | 1869. | 1880. | 1890. | 1900. | 1910. | 1921. | 1931. | 1948. | 1953. | 1961. | 1971. | 1981. | 1991. | 2001. | 2011. | 2021. |

## Poznate osobe
- Vladimir Beara
- Joško Jeličić

## Vanjske poveznice
- Ogorje.net  Arhivirana inačica izvorne stranice od 20. studenoga 2008. (Wayback Machine)